# Paulin Ladeuze

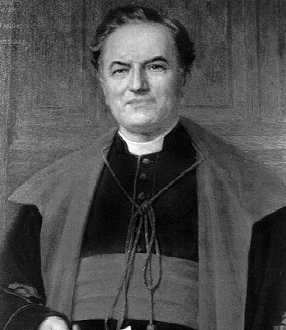
Paulin Ladeuze

Paulin Ladeuze (* 3. Juli 1870 in Harveng; † 9./10. Februar 1940 in Löwen) war ein belgischer katholischer Bischof, Theologe, Orientalist und Professor. Von 1909 bis zu seinem Tod im Jahr 1940 war er der siebte Rektor der Katholischen Universität Löwen.

## Leben
Ladeuze entstammte einer wallonischen Bauernfamilie. Er studierte Theologie an der Katholischen Universität Löwen und lehrte dort anschließend ab 1898 als Professor die Fächer Patrologie und Exegese des Neuen Testaments. 1900 gründete er zusammen mit Alfred Cauchie (1860–1922) die Zeitschrift Revue d'histoire ecclésisastique und war 1921 eine der Mitgründer der Belgisch Genootschap voor Oosterse Studiën.
Nachdem Adolphe Hebbelynck (1859–1939), der seit 1898 das Amt des Rektors der Katholischen Universität Löwen bekleidet hatte, im Sommer 1909 zurückgetreten war, folgte ihm Ladeuze nach. Seine Kandidatur wurde unterstützt von den Bischöfen von Tournai, Brügge und Gent, sowie von Kardinal Désiré-Joseph Mercier, während sich die Bischöfe von Namur und Lüttich aufgrund Ladeuzes progressiver Exegese für den Philosophie- und Theologieprofessor Laminne ausgesprochen hatten. In Rom bestanden Vorbehalte gegen Ladeuze, die bis hin zu Erwägungen über den Widerruf der Ernennung reichten. Mercier setzte sich persönlich für Ladeuze ein und verwies darauf, dass die Ernennung des Rektors in die Zuständigkeit der belgischen Bischofskonferenz fiele.
Ladeuze legte nach seiner Ernennung zum Rektor seine wissenschaftliche Arbeit nieder und konzentrierte sich ganz auf die Leitung der Katholischen Universität Löwen, die er mit großer Akribie betrieb. Er engagierte sich für die Universität als Zentrum wissenschaftlicher Forschung und förderte die Verbesserung der Ausstattung der Institute und Labore. In seinem Rektorat wurden sowohl die chemischen Labore vollständig renoviert, als auch ein physikalisches Institut gebaut, und für die rechtswissenschaftliche und die theologische Fakultät ein neues Gebäude errichtet, um in der Tuchhalle  die Universitätsbibliothek erweitern zu können. Zudem wurden ab 1911 auf Initiative von Ladeuze in jeder Fakultät einige Lehrveranstaltungen zweisprachig angeboten, wobei die Studenten frei wählen konnten, ob sie die Lehrveranstaltung in niederländischer oder in französischer Sprache besuchen und in welcher Sprache sie ihre Prüfungen ablegen wollten.
Im Ersten Weltkrieg litt die Katholische Universität Löwen schwer. Die Universitätsbibliothek Löwen wurde in der Nacht vom 25. zum 26. August 1914 ein Raub der Flammen, als deutsche Truppen zu Beginn des Krieges die von ihnen besetzte Stadt Löwen als Repressalie wegen des Auftretens irregulärer Heckenschützen niederbrannten. Die Universität stellte während des Krieges als Ausdruck des Widerstands ihren Betrieb ein. Im Rahmen von Versuchen der deutschen Seite, diesen Beschluss abzuändern, wurde Ladeuze im Juli 1916 mit der Deportation bedroht.
Als Rektor nahm Ladeuze seine Aufgaben mit großer Genauigkeit wahr. Er war dafür bekannt, dass er täglich von fünf Uhr morgens bis Mitternacht arbeitete und seine Zeit hauptsächlich im Büro zubrachte, wo er sich bis in die Details mit den Aufgaben der Universität befasste. Löwen verließ er selten. Er wird auch als „zweiter Stifter“ der Universität bezeichnet. Am 2. Februar 1929 wurde er von Kardinal Jozef-Ernest Van Roey zum Titularbischof von Tiberias geweiht.
1919 wurde er korrespondierendes und 1922 volles Mitglied der Académie royale des Sciences, des Lettres et des Beaux-Arts de Belgique.
Ladeuze verstarb in der Nacht vom 9. auf den 10. Februar 1940. Sein Nachfolger im Amt des Rektors der Universität wurde Honoré Van Waeyenbergh.

## Werke (Auswahl)
- Étude sur le cénobitisme pakhômien pendant le IVe siècle et la première moitié du Ve. Fontemoing, Paris 1898.
- La résurrection du Christ devant la critique contemporaine. L’Action Catholique, Brüssel 1907.
- Le Crime allemand contre l’Université de Louvain. Nova et vetera, Löwen 1919.
- Centième Anniversaire de sa restauration. Löwen 1935.